# Hieracium segevoldense
Hieracium segevoldense là một loài thực vật có hoa trong họ Cúc. Loài này được (Syr. & Zahn) Üksip mô tả khoa học đầu tiên năm 1960.